# Naropa

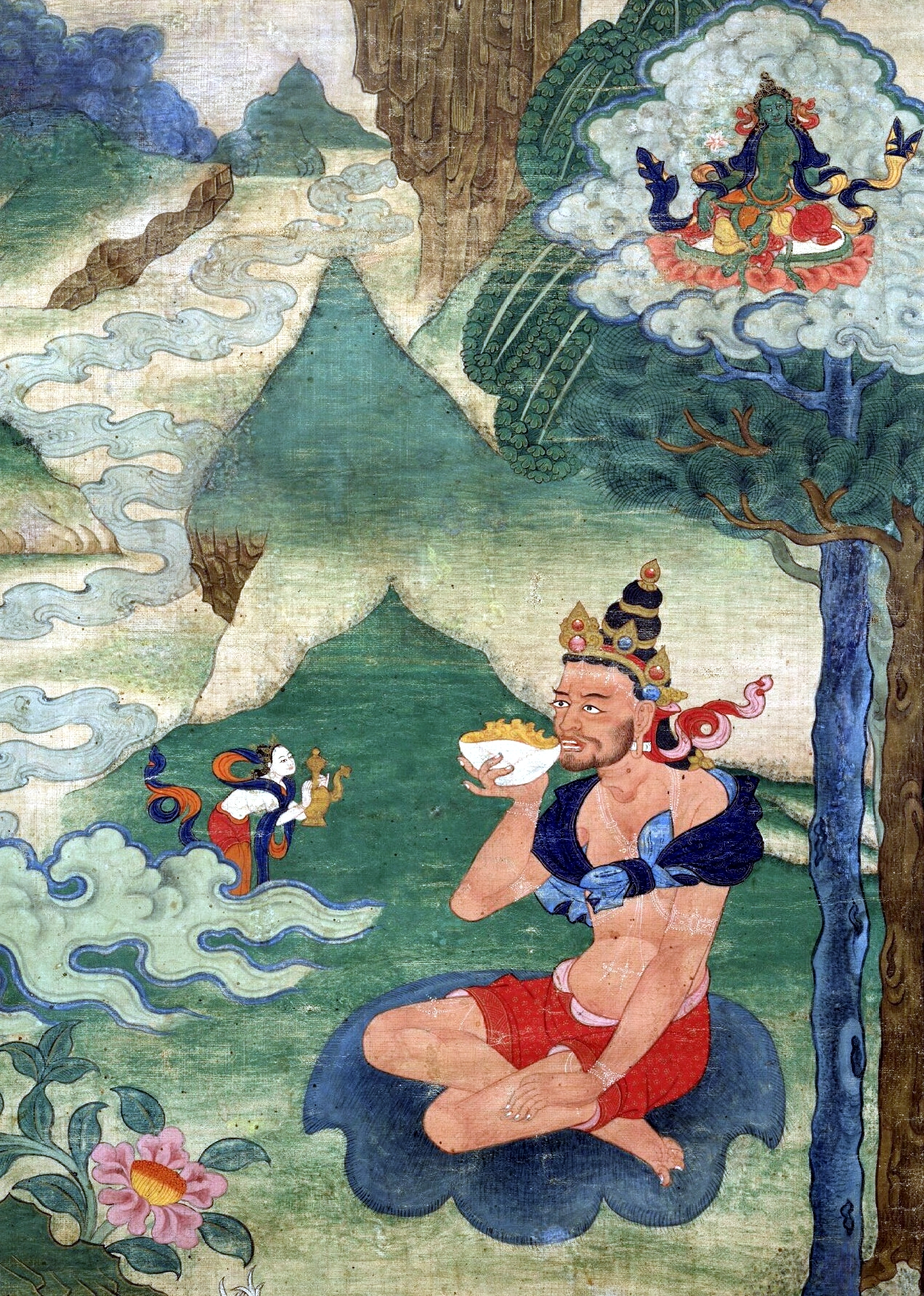
Mahasiddha Naropa

Naropa (Sanskriet: Nadapada, 1016-1100) was een boeddhistische monnik en yogi uit India. Hij was de leerling van Tilopa en de broer van Niguma. Naropa was de leraar van Marpa, de vertaler.
Naropa behoort tot de lijn van meesters binnen de kagyü-school van het Tibetaans boeddhisme. Naropa was een meditatiemeester en degene die de zes yogas van Naropa heeft benoemd en ontwikkeld. Elke van de 6 yoga's zijn transformatieprocessen van de pranaenergie, wat als metafoor ook wel Boeddha-natuur wordt genoemd. Deze meditaties waren ontwikkeld om de weg naar verlichting aanzienlijk te versnellen.

## De zes yoga's van Naropa
- Tumo (of Tummo)(Tib.: གཏུམ་མོ་) — de yoga van fysieke warmte

Deze yoga wordt in Tibet ook veel gebruikt voor het dagelijks leven, aangezien het mensen in staat stelt de kou van Tibet te overwinnen.
- Karmamudra — de yoga van de vier moedras (handgebaren)
- Jangwa, Gyurwa, Pelwa — de yoga van de droomtijd (Bardo)

Deze yoga maakt het mogelijk volledige controle over de dromen te hebben en te beseffen dat iemand droomt en de droom kan veranderen.
- Ösel (Tib.: འོད་གསལ་)— de yoga van de geest van helder licht
- Gyulu (Tib.: སྒྱུ་ལུས)— de yoga van het illusionair lichaam
- Phowa (Tib.: འཕོ་བ་)— de yoga van bewustzijnsoverdracht

Deze yoga wordt gebruikt om controle te kunnen hebben over de wedergeboorte.
Naropa was de leerling van de Indische wijze Tilopa. Hij weigerde in zijn vaders voetstappen te treden als handelaar in dranken. Hij heeft twaalf jaar bij Tilopa gestudeerd en gaf daarna les aan de universiteit van Nalanda.
Naropa wordt beschouwd als een van de acht heiligen van het tantrisch boeddhisme.